# Unidens
Unidens' es un género de foraminífero bentónico de la familia Stilostomellidae, de la superfamilia Stilostomelloidea, del suborden Buliminina y del orden Buliminida. Su especie tipo es Nodosaria retrorsa. Su rango cronoestratigráfico abarca desde el Zancleense inferior (Plioceno inferior) hasta el Calabriense inferior (Pleistoceno medio).

## Discusión
Clasificaciones previas incluían Unidens en el suborden Rotaliina del orden Rotaliida.

## Clasificación
Unidens incluye a las siguientes especies:
- Unidens ishizakii †
- Unidens retrorsa †